# Noah Ringer
Noah Andrew Ringer (Dallas, 18 novembre 1996) è un attore e artista marziale statunitense.
Ha interpretato il ruolo di Aang nel film L'ultimo dominatore dell'aria e quello di Emmett nel film Cowboys & Aliens.

## Biografia e carriera
Nasce a Dallas, Texas. Ha dichiarato di avere degli avi tra antichi Nativi Americani.  A dieci anni sua madre lo iscrive all'ATA Martial Arts a Carrollton, Texas, una scuola di arti marziali controllata della American Taekwondo Association. Inizialmente riluttante, Noah presto si appassiona alla disciplina, e con il tempo mostra possedere del talento, iniziando a gareggiare nei tornei. Nel mese di dicembre 2008, all'età di soli dodici anni, conquista la cintura nera di primo grado.
I compagni di scuola si accorsero che con la testa rasata Noah assomigliava molto ad Aang, un personaggio della serie televisiva animata, Avatar - La leggenda di Aang. Il suo istruttore di taekwondo, Master Eric Pechacek, dopo aver iniziato a guardare alcuni episodi della serie le ha mostrate al suo allievo, che con il tempo, ne è diventato un fan accanito.
Nel luglio 2008, Pechacek ricevette una mail dall'ATA, che invitava gli studenti interessati a un provino per il ruolo di Aang nel film, L'Ultimo dominatore dell'aria. Pechacek chiese, con il consenso dei genitori, a Noah, di provare per la parte.  Nel video per l'audizione, Noah è vestito con gli abiti di Aang, utilizzando il costume di Halloween dell'anno precedente dove si è esibito nel repertorio di Takewondo denominato, "XMA Jahng Bong routine", e recitando brevemente alcune parti. Noah, non aveva mai recitato, per cui è stato incoraggiato a essere se stesso. Un mese dopo l'invio del video, viene chiamato a Philadelphia per un incontro con il regista M. Night Shyamalan e un mese dopo gli fu offerta la parte.  Aveva solo un mese per prepararsi, per cui, insieme alla regista Linda Seto presso il Dallas Young Actors Studio ha iniziato, in vista del film, una intensa preparazione, nel corso della quale, non ha solo praticato Taekwondo, ma altre arti marziali, che ha continuato ad esercitare durante le riprese. Ringer è sotto contratto con la Creative Artists Agency. Nel maggio 2011, ha vinto come attore il "TheSkyKid.Com 3rd Annual Coming of Age" Best Movie Award grazie alla sua performance in "The Last Airbender" .

## Arti marziali
Ha partecipato in Arkansas al Primo torneo ATA del World Championships di Taekwondo, vincendo in tutte le categorie. Dopo aver assaporato l'estrema routine del torneo, Noah decide di iniziare la formazione in Extreme Martial Arts, o XMA. È diventato abile con una varietà di armi orientali, tra cui il Bō, utilizzata da Aang durante il film. In due anni con l'ATA, Noah ha partecipato a 25 tornei, vincendo 100 medaglie, di cui 80 d'oro. Gli fu consegnato il premio per la regione del Texas nel febbraio 2008, "Competitor of the Year". . Inoltre ha vinto il "2008-2009 title of Texas State Champion" in ben cinque categorie: Traditional Forms, Traditional Weapons, Sparring, X-Treme Forms, and X-Treme Weapons.
Per il film, L'Ultimo dominatore dell'aria, ha imparato il baguazhang, t'ai chi, e il wushu. Questi stili rispetto al taekwondo sono considerati soft . Noah ha continuato ad allenarsi in taekwondo americano e, nel mese di ottobre 2010, ha conseguito la cintura nera di secondo grado. Inoltre insegna ad altri studenti della ATA, nell'ambito del Leadership Program. Oltre a fare ginnastica e ha iniziato a imparare il Choy Li Fut Kung Fu.

## Vita personale
Noah studia da privatista, non guarda spesso la televisione, ma possiede ancora i DVD dei suoi programmi e film preferiti. Il suo attore prediletto è Denzel Washington. Possiede due cani e due criceti.
Oltre alle arti marziali, pratica altri sport, tra cui il wrestling, il golf, il tennis, il basket, il ping-pong e lo sci .Gli piace leggere, creare e modificare video, praticare la prestidigitazione, e uscire con i suoi amici. Infine trova anche il tempo per partecipare a diversi eventi locali per associazioni di beneficenza. Attraverso la sua personale pagina Facebook messaggiava di frequente, dal momento che l'ultimo post risale al 2015.

## Filmografia
- L'ultimo dominatore dell'aria (The Last Airbender), regia di M. Night Shyamalan (2010)
- Cowboys & Aliens, regia di Jon Favreau (2011)

## Premi e riconoscimenti
| Anno | Award                                 | Categoria                                                | Lavoro                        | Risultato       |
| ---- | ------------------------------------- | -------------------------------------------------------- | ----------------------------- | --------------- |
| 2011 | Young Artist Award                    | Best Performance in a Feature Film (Leading Young Actor) | L'ultimo dominatore dell'aria | Candidato/a     |
| 2011 | Golden Raspberry Award                | Worst Screen Couple (condiviso con l'intero cast)        | L'ultimo dominatore dell'aria | Candidato/a     |
| 2011 | 3rd Annual SkyKid.Com "Coming of Age" | Best Actor movie award                                   | L'Ultimo dominatore dell'aria | Vincitore/trice |